# Wilder Cartagena
Wilder José Cartagena Mendoza (El Carmen, 23 de septiembre de 1994) es un futbolista peruano que juega como mediocentro ofensivo y su equipo actual es el Orlando City Soccer Club de la Major League Soccer de los Estados Unidos y Canadá. Es internacional la selección de fútbol del Perú desde el 5 de septiembre de 2017.

## Trayectoria

### Alianza Lima
Wilder Cartagena comenzó su carrera en las divisiones menores del Alianza Lima. Fue ascendido al primer equipo en el año 2012, haciendo su debut oficial el 18 de febrero ante León de Huánuco por la primera fecha del Campeonato Descentralizado 2012.

### Vitória Setúbal
Fue presentado oficialmente el 21 de enero de 2014 por el Vitoria Setúbal de la Liga Zon Sagres. En este equipo no llegó a debutar oficialmente, por ende no sumó minutos en partidos oficiales; solo apareció una vez en banca.

### USMP
Debido a su nula participación en Portugal en el año 2015, un año después, retornó al Perú para jugar por la Universidad San Martín en busca de mayores oportunidades.

### Tiburones Rojos de Veracruz
Después de ser convocado a la Selección de fútbol de Perú y consolidarse en la USMP ficha por dos temporadas con el conjunto mexicano.
En su paso por el equipo mexicano, que luchó en las zonas bajas de la tabla mientras que Cartagena jugó allí, sumó 25 partidos en 18 meses (una temporada y media). Por ello a nivel individual tuvo una continuidad poco regular en el club Veracruzano, disputando partidos como titular, así como de pieza de recambio ingresando en los segundos tiempos.

### Alianza Lima
El 5 de enero de 2019 ficha por Alianza Lima de la Liga 1 de Perú para jugar por 1 año, de paso que buscaba dar un reinicio a su carrera deportiva en búsqueda de una mayor continuidad. Con el conjunto íntimo fue titular durante toda la temporada y uno de los mejores jugadores del plantel, llegando a ser ganador del Torneo Clausura 2019 y ser subcampeón nacional de la Liga 1 2019.

## Selección nacional
Ha sido internacional con la Selección de fútbol de mayores, Selección de fútbol sub-15 y Sub-17.

### Selección sub-20
Ha sido internacional con la Selección de fútbol sub-20 del Perú, con la cual disputó el Campeonato Sudamericano de Fútbol Sub-20 de 2013 realizado en Argentina. El 10 de enero hizo su debut ante la selección de Selección de fútbol sub-20 de Uruguay, encuentro que culminó 3-3. La selección peruana logró la clasificación al hexagonal final como primero del grupo B. Perú culminó en la quinta posición del hexagonal final y no logró clasificar a la Copa Mundial de Turquía, quedándose afuera por dos puntos.
| Competencia              | Sede      | Resultado | PJ | Goles |
| ------------------------ | --------- | --------- | -- | ----- |
| Sudamericano Sub-20 2013 | Argentina | 5.º lugar | 9  | 0     |

### Selección nacional
Fue convocado por Ricardo Gareca a la Selección Peruana en 2017. Su debut se produjo en el duelo ante Ecuador por la fecha 16 de las Eliminatorias Rusia 2018, sustituyendo a Renato Tapia. Debutó en el Mundial Rusia 2018, el 27 de junio contra Australia, partido con el marcador a favor de 2-0.
| \| Fecha \| Ciudad \| Local \| Resultado \| Visitante \| Competencia \| Goles \| \| ---------- \| ------------ \| ---------- \| --------- \| --------- \| ------------------------------ \| ----- \| \| 05-09-2017 \| Quito \| Ecuador \| 1:2 \| Perú \| Clasificación Mundial 2018 \| 0 \| \| 05-10-2017 \| Buenos Aires \| Argentina \| 0:0 \| Perú \| Clasificación Mundial 2018 \| 0 \| \| 29-05-2018 \| Lima \| Perú \| 2:0 \| Escocia \| Amistoso \| 0 \| \| 26-06-2018 \| Sochi \| Australia \| 0:2 \| Perú \| Copa Mundial de Fútbol de 2018 \| 0 \| \| Total \| \| Presencias \| 4 \| \| Goles \| 0 \| |              |            |           |           |                                |       |
| Fecha | Ciudad       | Local      | Resultado | Visitante | Competencia                    | Goles |
| 05-09-2017 | Quito        | Ecuador    | 1:2       | Perú      | Clasificación Mundial 2018     | 0     |
| 05-10-2017 | Buenos Aires | Argentina  | 0:0       | Perú      | Clasificación Mundial 2018     | 0     |
| 29-05-2018 | Lima         | Perú       | 2:0       | Escocia   | Amistoso                       | 0     |
| 26-06-2018 | Sochi        | Australia  | 0:2       | Perú      | Copa Mundial de Fútbol de 2018 | 0     |
| Total |              | Presencias | 4         |           | Goles                          | 0     |

### Participaciones en Copas del Mundo
| Mundial           | Sede  | Resultado      | Partidos | Goles |
| ----------------- | ----- | -------------- | -------- | ----- |
| Copa Mundial 2018 | Rusia | Fase de grupos | 1        | 0     |

### Participaciones en Copas América
| Copa              | Sede           | Resultado      | Partidos | Goles |
| ----------------- | -------------- | -------------- | -------- | ----- |
| Copa América 2021 | Brasil         | Cuarto lugar   | 4        | 0     |
| Copa América 2024 | Estados Unidos | Fase de grupos | 2        | 0     |

## Estadísticas

### Clubes
Actualizado al último partido disputado el 1 de junio de 2024.
| Club                                  | Div.                | Temporada           | Liga  | Liga  | Copas nacionales | Copas nacionales | Copas internacionales | Copas internacionales | Total | Total |
| Club                                  | Div.                | Temporada           | Part. | Goles | Part.            | Goles            | Part.                 | Goles                 | Part. | Goles |
| ------------------------------------- | ------------------- | ------------------- | ----- | ----- | ---------------- | ---------------- | --------------------- | --------------------- | ----- | ----- |
| Alianza Lima · Perú                   | 1.ª                 | 2012                | 3     | 0     | 0                | 0                | 0                     | 0                     | 3     | 0     |
| Alianza Lima · Perú                   | 1.ª                 | 2013                | 21    | 1     | 0                | 0                | -                     | -                     | 21    | 1     |
| Alianza Lima · Perú                   | 1.ª                 | 2019                | 30    | 0     | 3                | 0                | 5                     | 0                     | 38    | 0     |
| Alianza Lima · Perú                   | Total               | Total               | 54    | 1     | 3                | 0                | 5                     | 0                     | 62    | 1     |
| Vitória F. C. Portugal                | 1.ª                 | 2013-14             | 0     | 0     | 0                | 0                | 0                     | 0                     | 0     | 0     |
| Vitória F. C. Portugal                | 1.ª                 | 2014-15             | 0     | 0     | 0                | 0                | 0                     | 0                     | 0     | 0     |
| Vitória F. C. Portugal                | Total               | Total               | 0     | 0     | 0                | 0                | 0                     | 0                     | 0     | 0     |
| Univ. San Martín · Perú               | 1.ª                 | 2015                | 25    | 0     | 9                | 0                | -                     | -                     | 34    | 0     |
| Univ. San Martín · Perú               | 1.ª                 | 2016                | 37    | 2     | 0                | 0                | -                     | -                     | 37    | 2     |
| Univ. San Martín · Perú               | 1.ª                 | 2017                | 38    | 1     | 0                | 0                | -                     | -                     | 38    | 1     |
| Univ. San Martín · Perú               | Total               | Total               | 100   | 3     | 9                | 0                | 0                     | 0                     | 109   | 3     |
| Tiburones Rojos · México              | 1.ª                 | 2017-18             | 13    | 1     | 0                | 0                | -                     | -                     | 13    | 1     |
| Tiburones Rojos · México              | 1.ª                 | 2018-19             | 12    | 0     | 1                | 0                | -                     | -                     | 13    | 0     |
| Tiburones Rojos · México              | Total               | Total               | 25    | 1     | 1                | 0                | 0                     | 0                     | 26    | 1     |
| Godoy Cruz Argentina                  | 1.ª                 | 2019-20             | 5     | 1     | 0                | 0                | 8                     | 0                     | 5     | 1     |
| Godoy Cruz Argentina                  | 1.ª                 | 2020                | 0     | 0     | 2                | 0                | -                     | -                     | 2     | 0     |
| Godoy Cruz Argentina                  | 1.ª                 | 2021                | 0     | 0     | 11               | 2                | -                     | -                     | 11    | 2     |
| Godoy Cruz Argentina                  | Total               | Total               | 5     | 1     | 13               | 2                | 8                     | 0                     | 18    | 3     |
| Al-Ittihad Jeddah Club Arabia Saudita | 1.ª                 | 2021-22             | 22    | 0     | 3                | 0                | -                     | -                     | 25    | 0     |
| Al-Ittihad Jeddah Club Arabia Saudita | Total               | Total               | 22    | 0     | 3                | 0                | 0                     | 0                     | 25    | 0     |
| Orlando City SC Estados Unidos        | 1.ª                 | 2022                | 8     | 0     | 1                | 0                | -                     | -                     | 9     | 0     |
| Orlando City SC Estados Unidos        | 1.ª                 | 2023                | 27    | 2     | 1                | 0                | 4                     | 1                     | 32    | 3     |
| Orlando City SC Estados Unidos        | 1.ª                 | 2024                | 14    | 0     | 0                | 0                | 4                     | 0                     | 18    | 0     |
| Orlando City SC Estados Unidos        | Total               | Total               | 49    | 2     | 2                | 0                | 8                     | 1                     | 59    | 3     |
| Total en su carrera                   | Total en su carrera | Total en su carrera | 278   | 8     | 34               | 2                | 21                    | 1                     | 333   | 11    |

## Palmarés

### Torneos cortos
| Título          | Club         | País | Año  |
| --------------- | ------------ | ---- | ---- |
| Torneo Clausura | Alianza Lima | Perú | 2019 |

### Campeonatos nacionales
| Título        | Club               | País           | Año  |
| ------------- | ------------------ | -------------- | ---- |
| U.S. Open Cup | Orlando City S. C. | Estados Unidos | 2022 |

### Distinciones individuales
| Distinción                                                                                         | Año  |
| -------------------------------------------------------------------------------------------------- | ---- |
| Incluido en el equipo ideal del Torneo Apertura de Perú según el portal periodístico DeChalaca.com | 2017 |
| Incluido en el equipo ideal del Campeonato Descentralizado según DeChalaca.com                     | 2017 |